# Directive 2000/53/CE
Pour les articles homonymes, voir VHU.
Lire en ligne

Véhicules hors d'usage

La Directive 2000/53/CE du Parlement européen et du Conseil du 18 septembre 2000 relative aux véhicules hors d'usage, connue couramment sous les désignations de Directive sur les véhicules hors d'usage ou Directive VHU, est une directive de l'Union européenne, partie du droit européen de l'environnement. Elle est destine à organiser les filières de récupération, recyclage et transformation des épaves automobiles.

## Contexte
Au milieu des années 1990, les pays de l'Union européenne produisaient entre 8  et   9 millions de tonnes de déchets provenant de véhicules à moteur arrivés en fin de vie, avec une tendance haussière. En 1997, l'Union européenne adopte une proposition de Directive afin de s'attaquer à ce problème. Les discussions se déroulent en parallèle de celles portant sur la Directive 1999/31/CE concernant la mise en décharge des déchets.

## Contenu
La Directive sur les véhicules hors d'usage est la directive européenne par laquelle la Commission européenne a introduit la notion de responsabilité élargie du producteur. Par ce biais, elle a vocation à limiter l'augmentation du volume de déchets automobiles en impliquant les constructeurs automobiles dans leur traitement. Le champ d'application de la Directive s'étend aux véhicules de tourisme (M1) et aux véhicules utilitaires légers (N1).
La Directive prend en compte le véhicule tout au long de son cycle de vie. En particulier, sont cités comme des objectifs du texte :
- la limitation de l'emploi de métaux lourds comme le cadmium, le plomb, le mercure et le chrome hexavalent,
- la collecte des véhicules dans des centres de traitement adaptés,
- la dépollution dans des « centres VHU », par le retrait de ses fluides et de composants spécifiques (batterie, etc.),
- l'instauration d'un système de numérotation des pièces et composants automobiles, afin d'en faciliter le suivi,
- l'information des consommateurs et des entités assurant le traitement des VHU,
- l'atteinte d'objectifs en termes de réutilisation, de recyclage et de récupération des VHU.

Partant de là, la Directive implique l'ensemble des parties prenantes du cycle de vie d'un véhicule, à savoir le concepteur, le constructeur, le collecteur, le dernier utilisateur du véhicule et les autorités. Chacun de ces acteurs est responsable à hauteur de ses capacités et compétences de la prise en charge du VHU.
Les États membres devaient transposer cette Directive en deux étapes. Au 1er janvier 2002, seuls les véhicules produits à partir de cette date relevaient du principe de la responsabilité élargie du producteur. Mais à partir du 1er janvier 2007, ce principe s'est appliqué à l'ensemble des véhicules, sans condition sur la date de mise sur le marché. La Commission européenne dispose, pour s'assurer de la bonne transposition de la Directive, de rapports de mise en œuvre.

## Qu'est-ce qu'un VHU?
Selon les définitions établies par la Directive-cadre sur les déchets (en), le fait qu'un véhicule devienne un « véhicule hors d'usage » est d'abord le fait du consommateur qui souhaite se séparer de son véhicule sans lui donner un nouvel usage (par la vente d'occasion ou le don, principalement). Néanmoins, un véhicule peut être considéré comme un VHU du simple fait de son état, par exemple un véhicule accidenté reconnu comme épave par un assureur.
Un VHU ne peut pas être exporté hors de l'Union européenne, selon le Règlement européen relatif au transport de déchets. Mais dans un contexte de hausse des prix des matières premières, liée à la raréfaction et à la complexification de l'accès aux ressources naturelles, les VHU peuvent être considérés comme une source économiquement intéressante pour certains matériaux. Un véhicule est en effet constitué à 75 % en masse de métaux ferreux et non ferreux, la part de métaux non ferreux allant augmentant plus le véhicule est de conception récente. Les 25 % restants sont les pneus, les fluides et d'autres matériaux composites, comme les plastiques.

## Transposition

### En France
La transposition en France s'est faite notamment au travers du décret no 2011-153 du 4 février 2011 portant diverses dispositions d’adaptation au droit communautaire en matière de gestion des véhicules hors d’usage et des déchets d’équipements électriques et électroniques.
Pour l'Outre-mer, le député et président du conseil régional de Martinique Serge Letchimy travaille depuis décembre 2014, à la demande de Ségolène Royal, pour trouver des pistes afin d'améliorer le traitement des VHU. Le rapporteur constate qu'en Outre-mer, « les taux de collecte sont loin d'être satisfaisants ». Une étude de l'ADEME constate que sur les 46 000 VHU produits chaque année au cumulé en Guadeloupe, Guyane, Martinique, à Mayotte et à La Réunion, seuls 23 600 aboutissent en centre agréé VHU ; mais selon le député, cette étude ne prend pas suffisamment en compte le cas des VHU abandonnés. Outre les risques sanitaires liés à la pollution que peuvent créer les VHU abandonnés, Serge Letchimy mentionne que les épaves automobiles peuvent constituer de bons milieux de développement des moustiques vecteurs du chikungunya.